# Едуар-Анрі Авріль
Едуа́р-Анрі́ Аврі́ль (фр. Édouard-Henri Avril; 21 травня 1843, Алжир — 1928, Франція, Ле-Ренсі) — французький художник та графік. Під псевдонімом «Поль Авріль» (Paul Avril) набув популярності як ілюстратор еротичної та порнографічної літератури.

## Життя
З 1874 року Авріль навчався в паризькій школі красних мистецтв (École des Beaux Arts). З 1878 року його картини виставлялись у різноманітних салонах Парижу. Коли він отримав завдання якнайяскравіше проілюструвати роман Теофіля Готьє «Фортуніо», то заради обережності підписався псеводнімом «Поль Авріль», яким користувався надалі. Він швидко заробив собі славу та скоро отримував нові замовлення ілюстрацій як для класичної, так і для сучасної йому еротичної літератури. Ці видання здійснювалися маленькими накладами в бібліофільному оформленні та поширювалися на основі передплати серед публіки, що не дуже переймалася питаннями ціни. Ілюстрації для цих книжок часто витравлював на металі брат художника Поль-Віктор Авріль, через що, подекуди, виникає плутанина.
Помер Авріль у Ле-Ренсі у 1928 році.

## Праці
Серед ілюстрованих Полем Аврілем творів є «Salammbô» Гюстава Флобера, «Le Roi Caundale» Теофіля Готьє, «Фанні Хілл» Джона Клеланда, «Abenteuer des Chevalier de Faublas» Жана-Батиста Луве де Кувре, «Mon Oncle Barbassou» Маріо Ухарда (Mario Uchard), що описує кохання у гаремі, «Жінка» Жюля Мішле, «Musk» Гектора Франса (Hector France), збірка новел П'єтро Аретіно «Гашиш та кров» та анонімний лесбійський роман «Gamiani». Головною його роботою вважаються ілюстрації до книги «De Figuris Veneris: підручник з класичної еротики» німецького вченого Фрідріха Карла Форберга.
Серед робіт Авріля для всіх вікових категорій варто назвати єдину книгу Октава Узанна (Octave Uzanne), що включає у себе «Спостереження за жіночими рукавичками та муфтою».

### Ілюстрації доФанні Хілл
Деякі з ілюстрацій, що вперше з'явились у книзі Джона Клеланда «Фанні Хілл» (Париж, 1887).

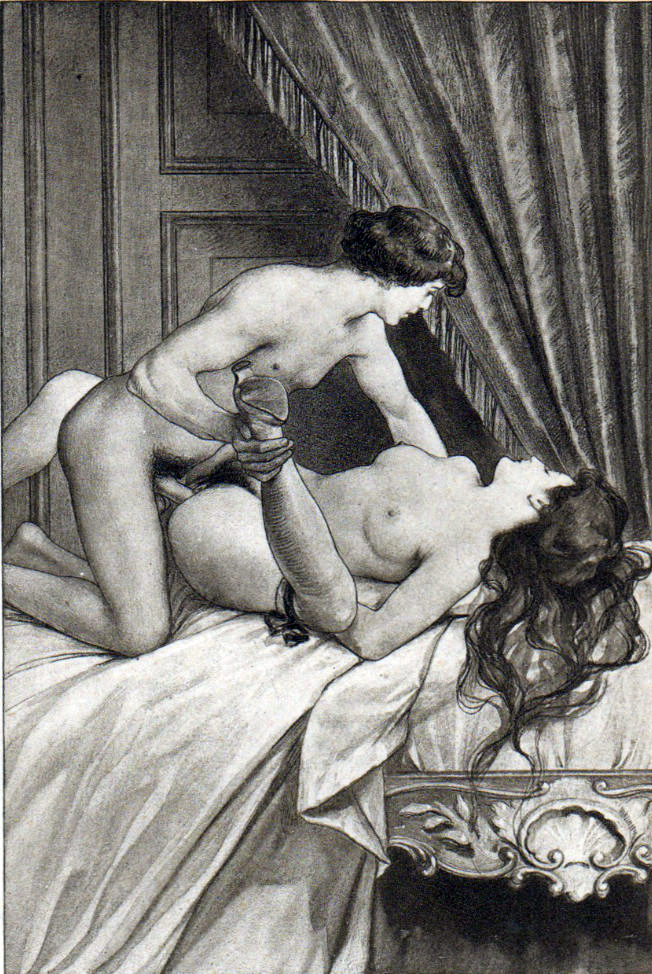
Поллі Філіпс та молодий італієць (Polly Philips and the young Italian)
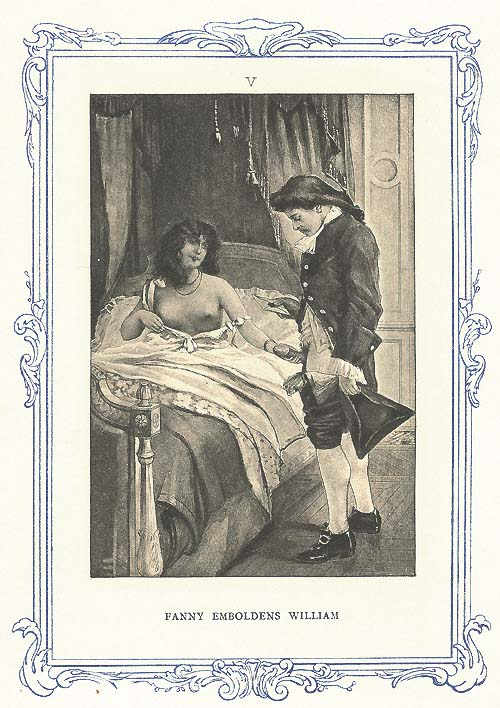
Фанні підбадьорює Вільяма (Fanny emboldens William)
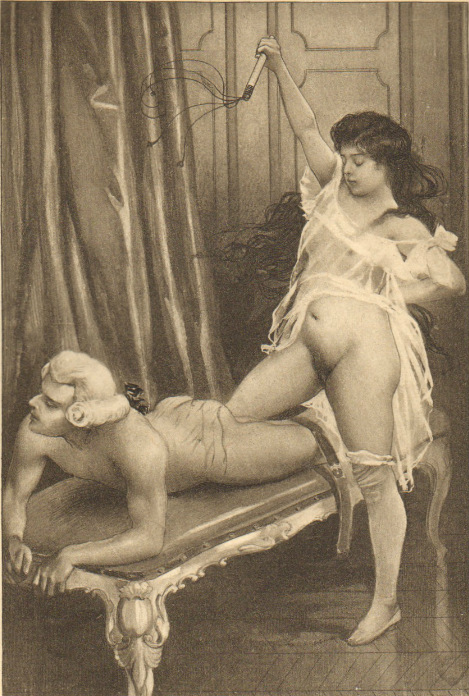
Фанні хлеще пана Барвілла (Fanny whips Mr. Barville)
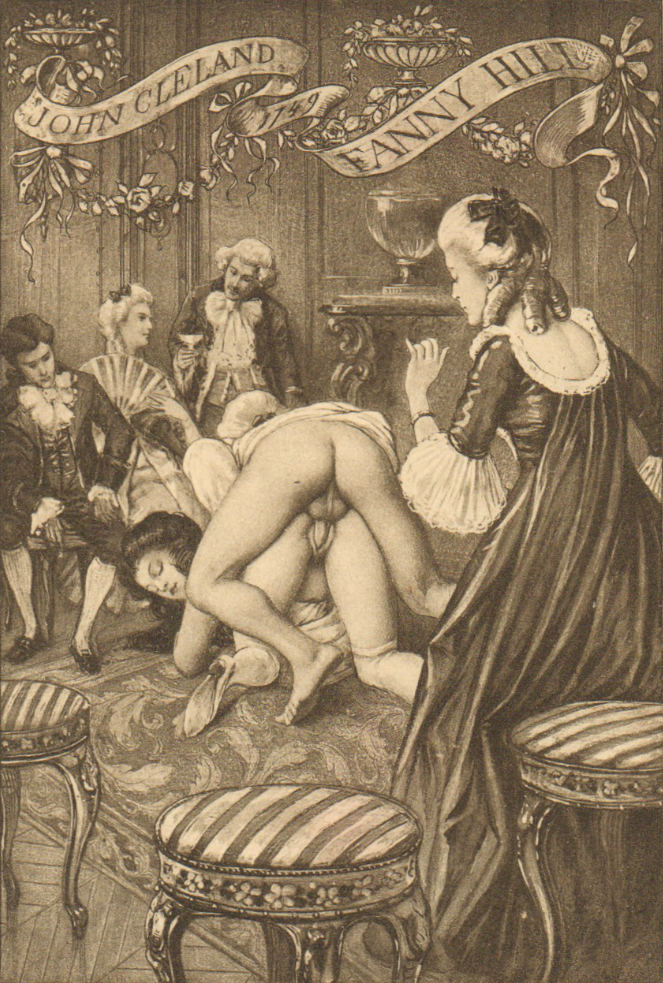
Церемонія ініціації Фанні (The ceremonial of Fanny´s initiation)
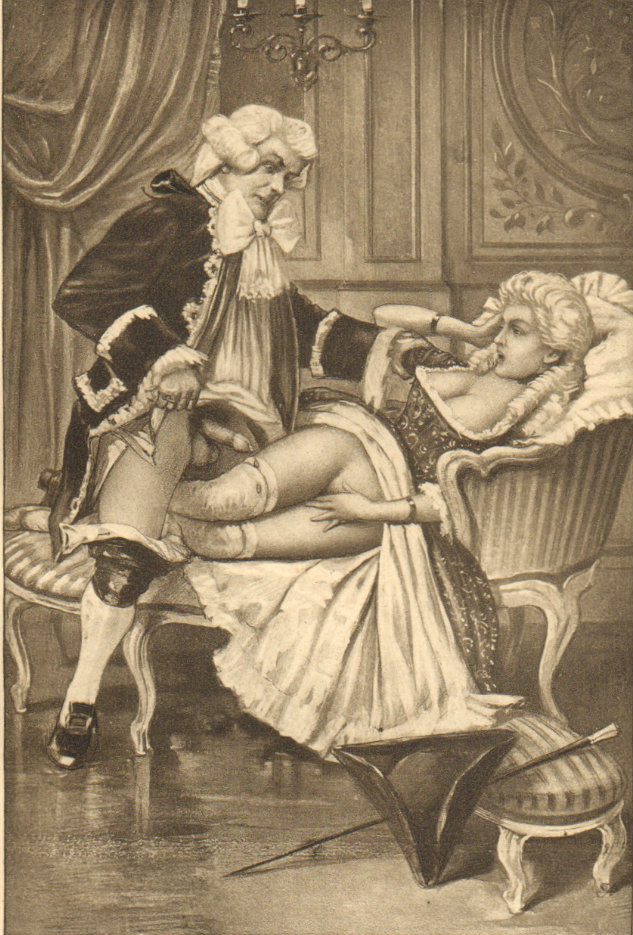
II Mr Croft's attempt to seduce Fanny
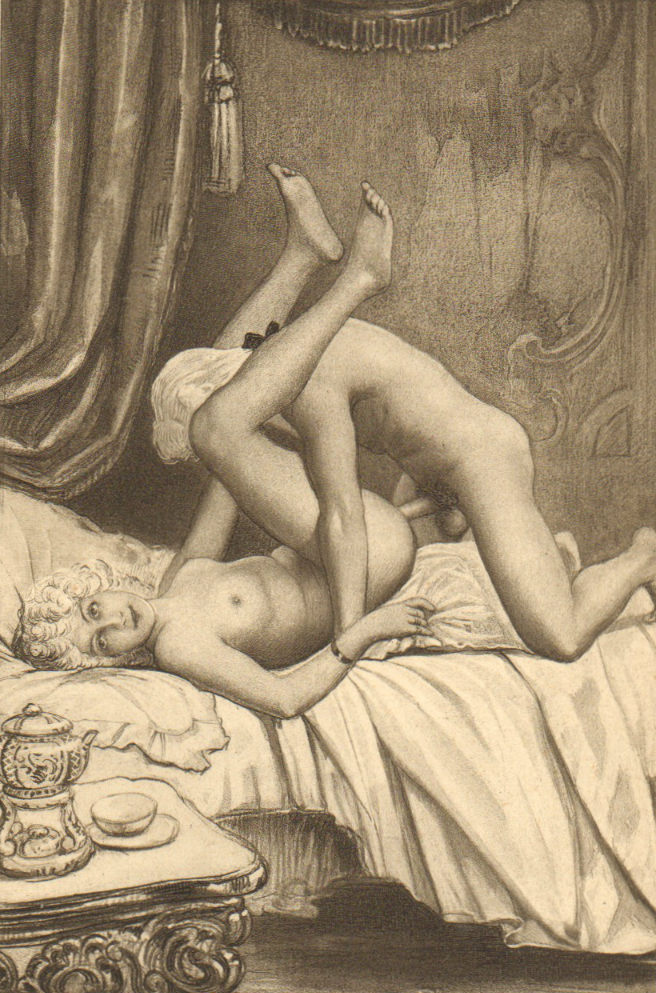
IV Charles plucks Fanny's virgin flower
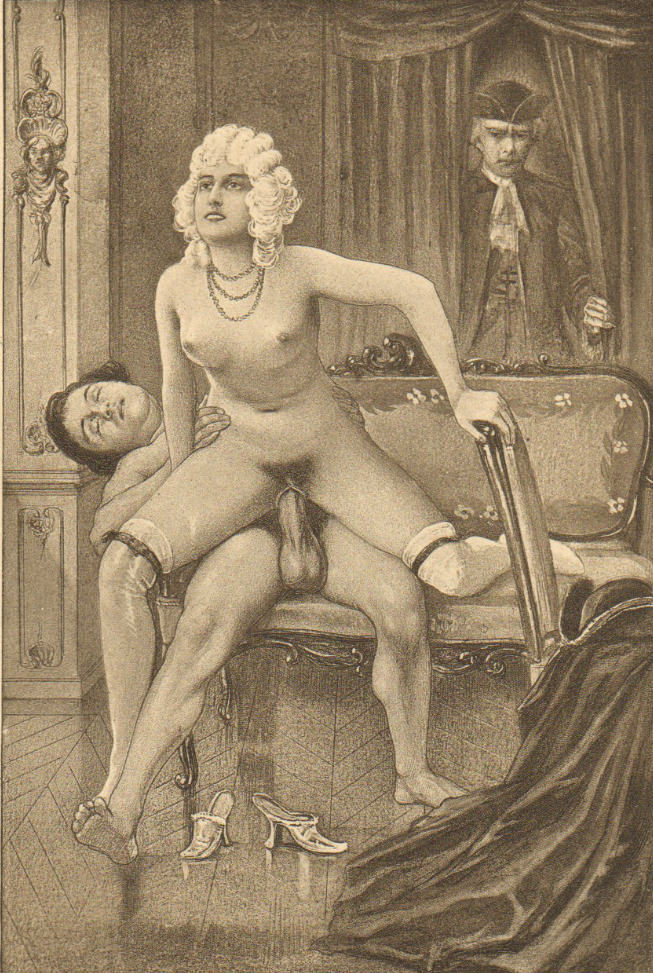
VI Mr. H... surprises Fanny and William
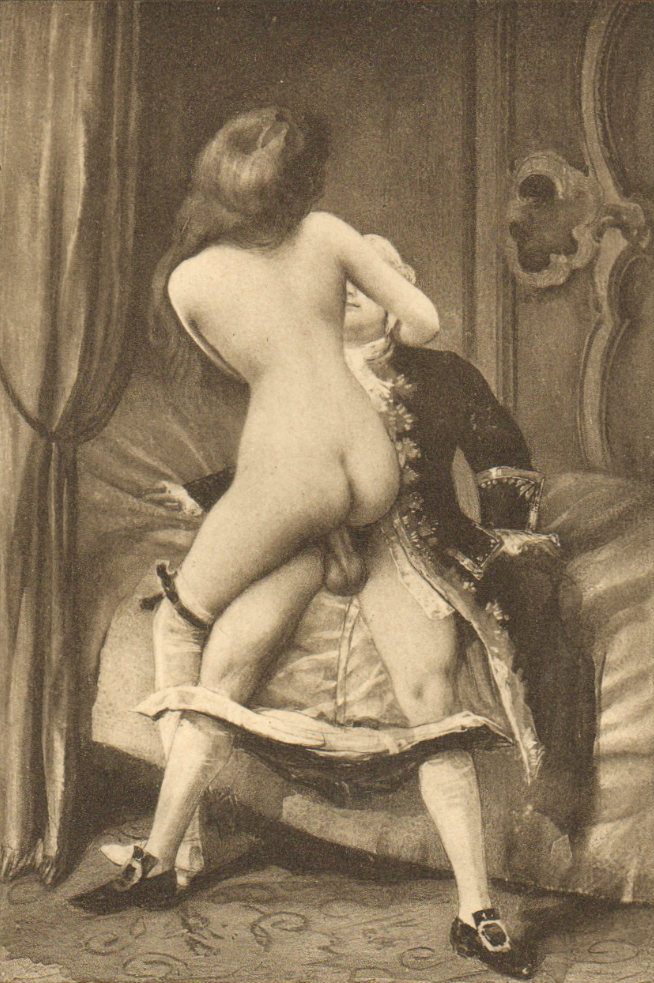
VII Louisa and the lodger's son
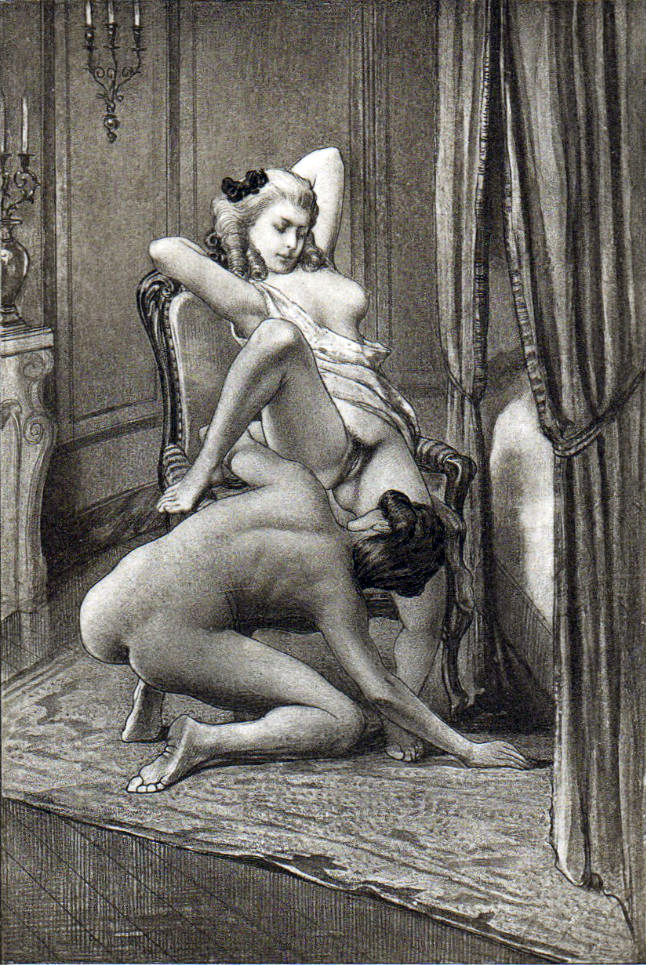
VIII Fanny's beauties displayed
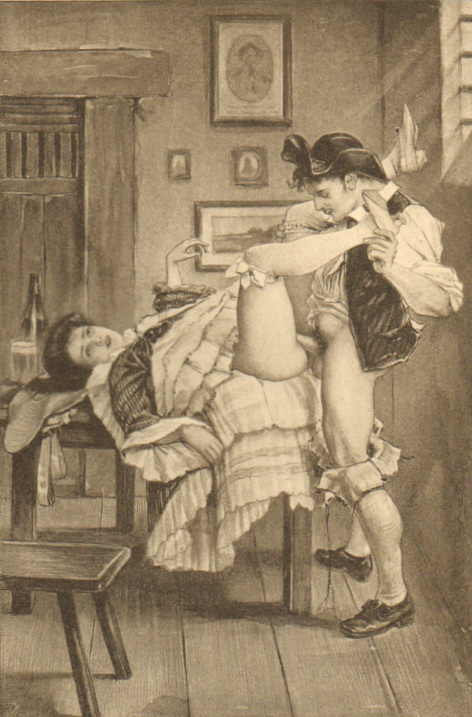
IX Fanny and the sailor
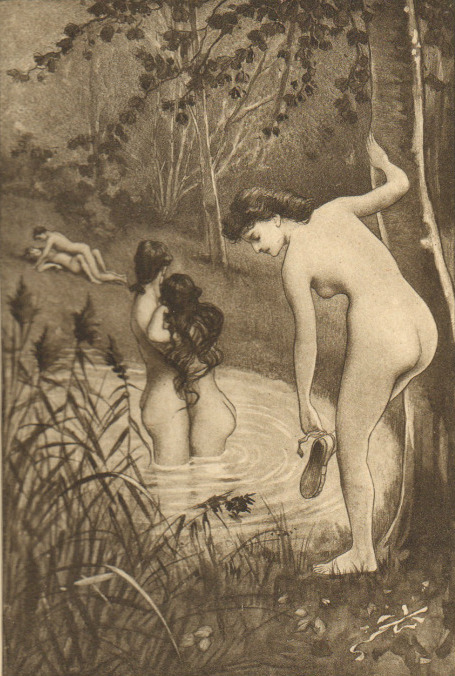
XI The bathing party
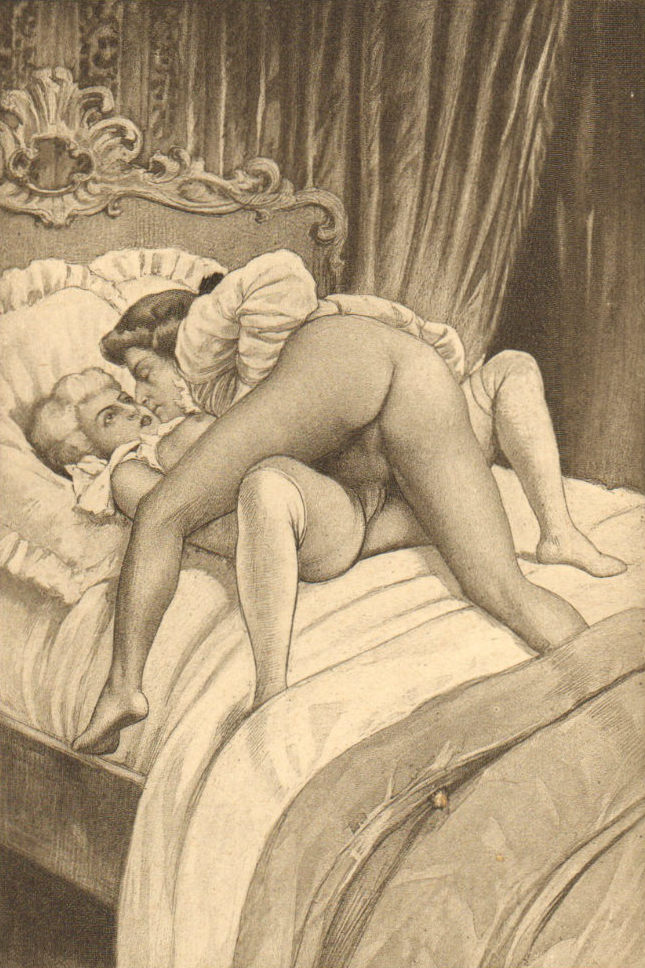
XII Charles and Fanny

### Ілюстрації доDe Figuris Veneris
Деякі з ілюстрації до книги Фрідріха Карла Форберга «De Figuris Veneris: підручник з класичної еротики» (Париж, 1906).

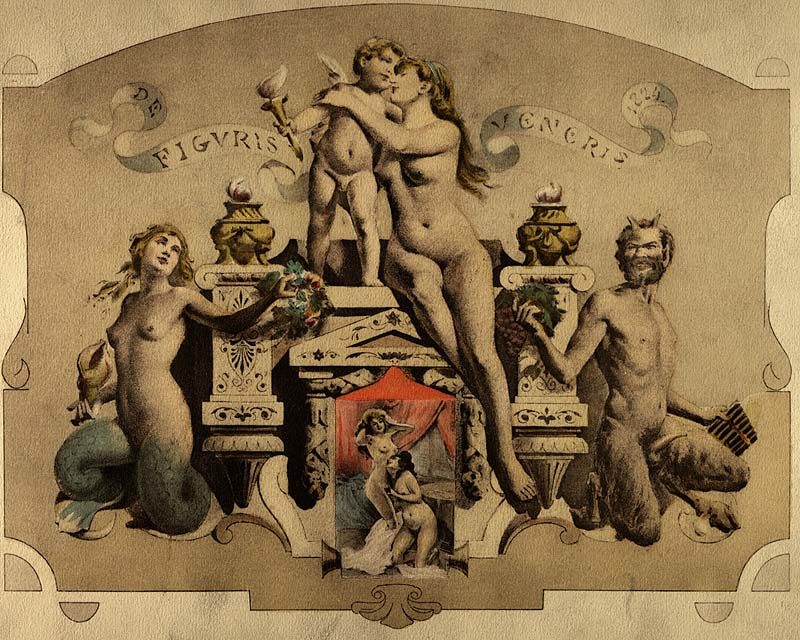
Титульна сторінка
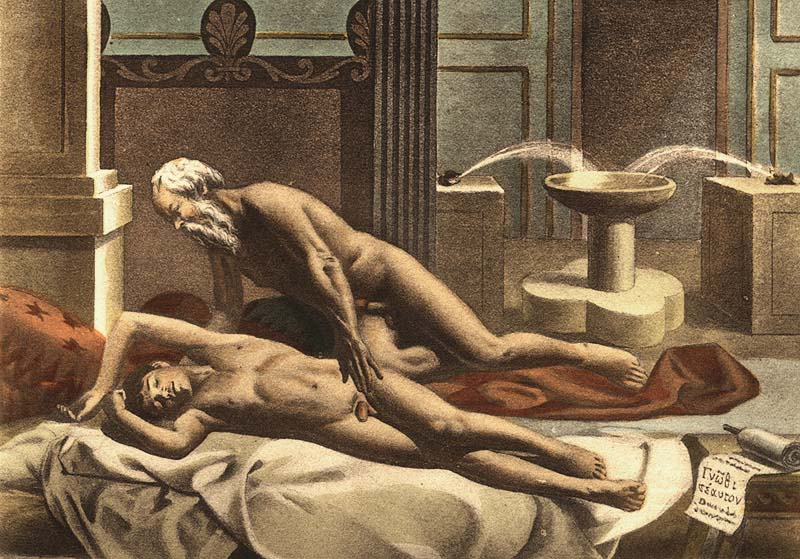
Сократ та Алківіад
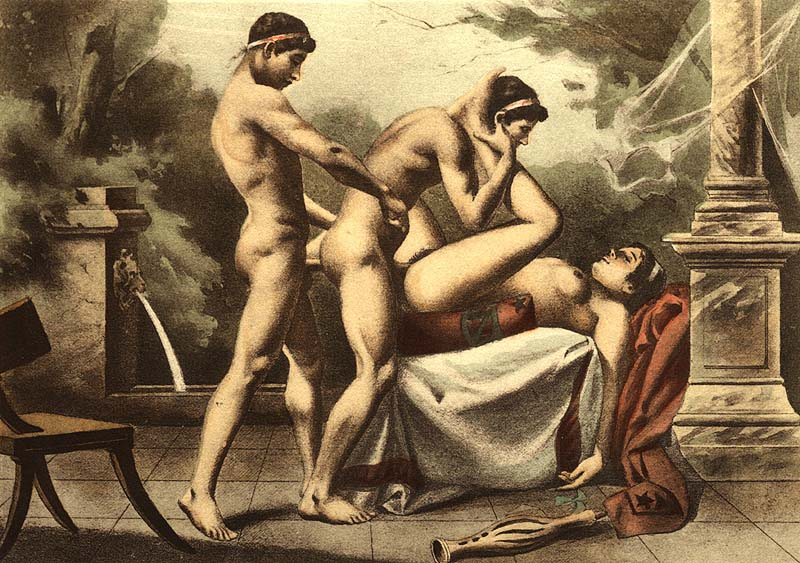
Кохання для трьох
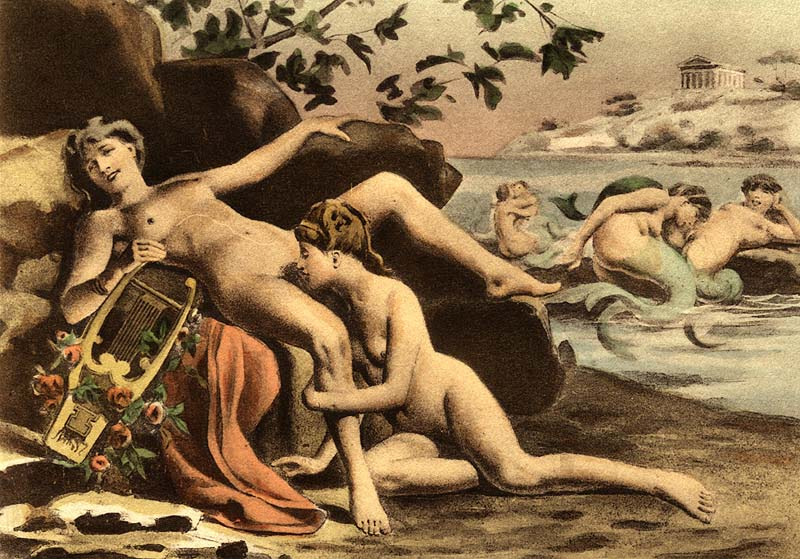
Сапфо
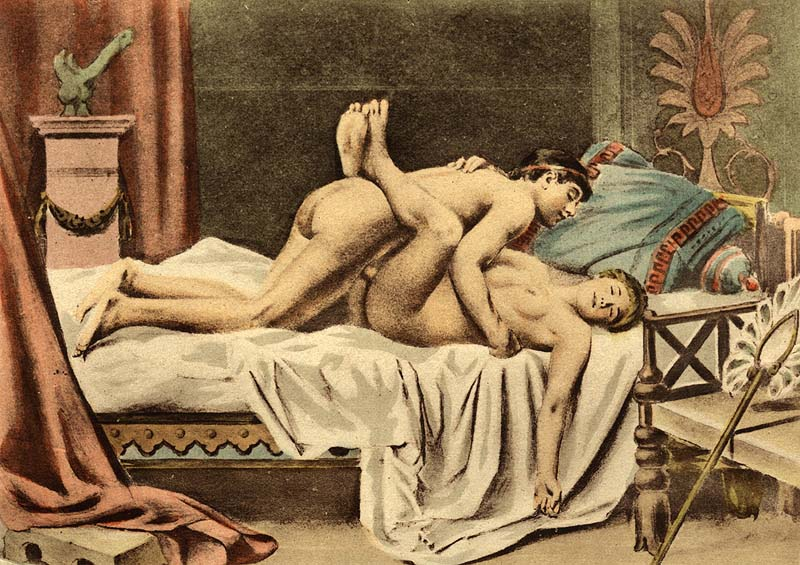
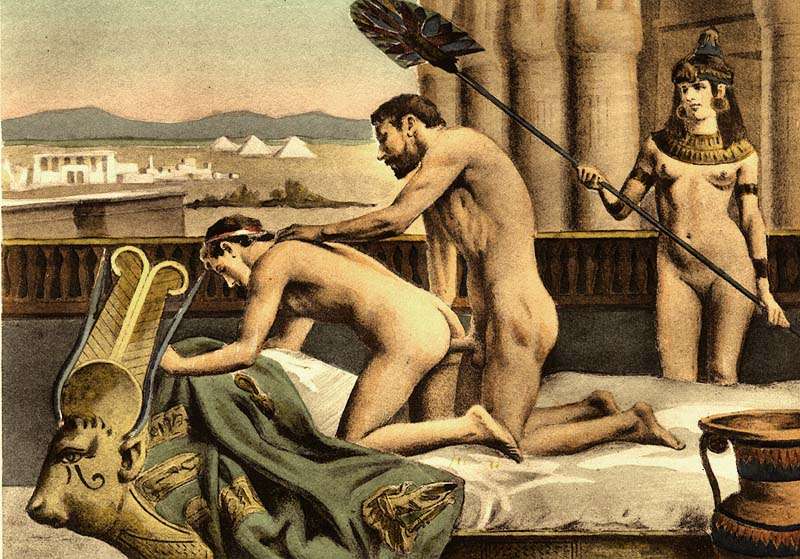